# Hibbertia cravenii
Hibbertia cravenii är en tvåhjärtbladig växtart som beskrevs av J.W.Horn. Hibbertia cravenii ingår i släktet Hibbertia och familjen Dilleniaceae. Inga underarter finns listade i Catalogue of Life.